# 5.8×42mm

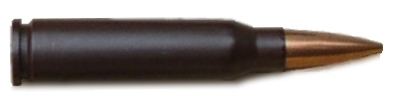

5.8×42mm / DBP87은 중화인민공화국에서 개발된 군용 병목형 중간 탄약 탄약통이다. 이 탄약통에 대한 정보는 제한적이지만, 중국 인민해방군은 이 탄약통이 5.56×45mm NATO 및 소련의 5.45×39mm 탄약통보다 우수하다고 주장한다.
DBP88 "중량탄"이라는 또 다른 변형은 분대 자동 화기와 지정사수소총을 위해 특별히 설계되었다. 5.8×42mm "중량탄" 탄약통은 표준 5.8×42mm 탄약통과 동일한 치수를 가지고 있지만, 장거리 성능과 관통력을 높이기 위해 더 길고 유선형의 무거운 강철 코어 총알을 사용한다. 2019년 현재, 모든 5.8×42mm 탄약통 변형은 DBP191 변형으로 대체되었다.

## 역사
중국 병기 산업과 중국군은 베트남 전쟁 중 M16 소총과 그 5.56×45mm M193 탄약에 대한 미군이 겪은 개발과 경험에 대해 정보를 얻었다. 이는 베트남에 대한 무기 원조 덕분에, 노획된 미국 소형 무기 및 탄약이 중국으로 들어올 가능성이 높았기 때문이다. 1971년 3월, 베이징에서 "713 회의"가 개최되어 보병 무기 분야의 미래 개발이 논의되고 보병 무기 및 탄약에 대한 기준이 수립되었다.
중국 관계자들은 새로운 탄약이 약 6 mm (0.24 in) 구경과 약 1,000 m/s (3,300 ft/s)의 포구속도를 가지도록 개발되기를 원했다. 표준 7.62×39mm 탄약통에 비해 반동과 무게는 줄이면서 정확도와 종말 탄도는 개선되어야 했다. "744 회의"에서 구경 선택은 5.8 or 6 mm (0.23 or 0.24 in) 중 하나로 좁혀졌다. 7가지 다른 탄피 설계가 제시되었으며, 이는 56 and 59.5 mm (2.20–2.34 in) 사이의 전체 탄약통 길이를 요구했다. 실제 개발은 1978년에 시작되었다.
1979년에 구경 및 탄피 길이 선택이 결정되었고, 중국은 5.8×42mm 탄약통 개발을 시작하여 1987년에 완성했다. 5.8×42mm / DBP87은 중국 인민해방군(PLA)에서 사용하던 소련의 7.62×39mm 탄약통을 대체하기 위해 설계되었다. 95식 / QBZ-95 (중국어 간체자: 轻武器,步枪,自动, 1995, 병음: Qīng wǔqì, Bùqiāng, Zìdòng, 1995; lit. '경무기, 소총, 자동, 1995') 5.8mm 구경 돌격소총은 5.8×42mm / DBP87 또는 개선된 DBP95를 발사하며, 현재 중국 인민해방군의 표준 제식 무기이다. DBP87 서비스 탄약은 1988년에 더 무겁고 공기역학적인 발사체를 장전하여 장거리 성능을 개선한 DBP88 탄약으로 빠르게 보완되었다.
5.8×42mm는 비교적 작고 가벼우며 고속인 군용 탄약통으로 향하는 국제적 경향의 한 예이다. 벨기에의 5.56×45mm NATO, 소련의 5.45×39mm, 중국의 5.8×42mm와 같은 탄약통은 병사가 더 크고 무거운 이전 탄약통에 비해 동일한 무게로 더 많은 탄약을 휴대할 수 있게 하며, 유리한 최대 최대 직사 거리 또는 "전투 영점" 특성을 가지고 상대적으로 낮은 노리쇠 압력과 자유 반동 충격을 생성하여 경량 무기 설계와 자동 사격 정확도에 유리하다.
2004년 6월, 5.8×42mm 탄약통의 개선된 버전이 개량된 돌격소총인 95-1형의 일치하는 탄약으로 개발에 들어갔다. 두 설계는 2010년에 완성되었고 같은 해에 생산이 시작되었다. 이 새로운 탄약통은 DBP10으로 알려져 있다.
정확도와 총열 수명을 개선하기 위해 총열도 재설계되었다. 강선의 홈 수가 4개에서 6개로 늘어났다. 돌출부의 직경은 5.8–5.84 mm (0.228–0.230 in)에서 5.82–5.86 mm (0.229–0.231 in)로 약간 증가했다. 홈 직경은 6.01–6.07 mm (0.237–0.239 in)에서 5.98–6.02 mm (0.235–0.237 in)로 감소했다. 또한, 개량된 95-1 돌격소총의 강선 회전율은 240–210 mm (9.4–8.3 in)로 줄었다. 이러한 변화는 강선 회전율을 41.2구경에서 36구경으로 줄였다.
중국 인민해방군은 5.8×42mm가 5.56×45mm NATO SS109 및 5.45×39mm 7N6보다 우수하다고 주장하며, 300 m (980 ft)에서 10 mm (0.39 in) 갑옷 관통력, 더 평탄한 탄도, 그리고 사거리 전반에 걸쳐 더 높은 속도와 에너지 유지력을 가지고 있다고 말한다.

## 5.8×42mm 탄약통 변형

### DBP87
4.15 그램 (64.0 gr) 총알을 사용하는 DBP87 탄약통은 표준 총열(95식 / QBZ-95, 463mm (18.23인치) 총열 길이)에서 930 미터 매 초 (3,051 ft/s)의 포구속도를 가지며, 95식 LSW(557mm (21.92인치) 총열 길이)에서는 940 to 960 미터 매 초 (3,084 to 3,150 ft/s)의 포구속도를 가진다. 총알의 탄도계수(G7 BC)는 약 0.156이다. DBP87 탄약통의 작동 압력은 282.7 MPa (41,000 psi)이다.
강철 코어는 직경이 4.1 밀리미터 (0.16 in)이다. 비용 절감을 위해 몇 가지 절충안이 마련되었다. 특히, 탄피는 황동보다 저렴한 강철로 만들어졌다. 녹을 방지하기 위해 탄피는 짙은 갈색의 얇은 보호 페인트 층으로 덮여 있다. 높은 추출 신뢰성을 보장하기 위해 탄피는 두꺼운 림과 큰 추출기 홈을 가지고 있다.

### DBP88
DBP88 "중량탄" 탄약통은 5 그램 (77 gr) 총알과 표준 총열(95식 / QBZ-95, 463mm (18.23인치) 총열 길이)에서 870 미터 매 초 (2,854 ft/s)의 포구속도를 가지며, 95식 LSW / 95식 SAW / QJB-95(557mm (21.92인치) 총열 길이)에서는 940 to 960 미터 매 초 (3,084–3,150 ft/s)의 포구속도를 가지며, 88식 / QBU-88(640mm (25.20인치) 총열 길이)에서는 895 미터 매 초 (2,936 ft/s)의 포구속도를 가진다. 총알의 탄도계수(G7 BC)는 약 0.210이다. 유효 사거리는 800 미터 (875 yd)이며, 1,000 미터 (1,094 yd) 거리에서 3mm 강철판을 관통할 수 있다. DBP88 탄약통의 작동 압력은 317.2 MPa (46,000 psi)이다.

### DBP95
DBP95 탄약통은 QBZ-95를 위해 1995년에 개발되었다. DBP95는 더 깨끗한 추진제와 비부식성 뇌관을 사용하는 DBP87의 개선된 버전이다. 성능은 비슷하게 유지되고 생산 비용은 더 높지만, 무기에 미치는 부정적인 영향은 줄어든다. 이 탄약통은 이러한 사소한 차이점 외에는 DBP87과 기본적으로 동일하며, 2010년에 DBP10으로 대체될 때까지 사용되었다.

### DBP10
DBP10 탄약통은 2010년에 개발되었으며 경화 강철 코어 4.6 그램 (71 gr) 총알을 가지고 있으며, 표준 총열(95식 / QBZ-95, 463mm (18.23인치) 총열 길이)에서 915 미터 매 초 (3,002 ft/s)의 포구속도를 가진다. 이 탄약통은 당시 사용 중이던 9가지 다른 5.8×42mm 탄창 총열 무기와 일치하도록 설계되었다. 이 무기들은 178 to 240 mm (7.0 to 9.4 in) 사이의 다른 총열 회전율을 특징으로 했으며, DPB10은 최신 무기에서 사용되는 더 빠른 회전율에 최적화되었다. 따라서, 이 탄약은 이전의 모든 DBP87/95 및 DBP88 5.8×42mm 탄약을 통합하고 대체하기 위해 도입되었다. 총알의 탄도계수(G7 BC)는 약 0.193이다.
주요 개선 사항에는 비부식성 뇌관, 구리 합금 탄피가 있는 구리 코팅 강철 탄피, 그리고 갑옷 관통력 향상을 위한 3.8 밀리미터 (0.15 in) 직경의 경화 강철 코어가 포함된다. 또한 발사 후 무기 내부에 잔류물을 남기지 않도록 더 깨끗하게 연소되는 추진제를 사용한다. 그러나 이전 DBP87/95 5.8mm 탄약 테스트에서 심각한 부상을 유발할 가능성이 낮다는 것이 밝혀졌지만, 이 문제는 새로운 DBP10 탄약에서는 다루어지지 않았다. DBP10은 255 to 289.4 MPa (36,980–41,970 psi)의 작동 압력을 가진다. 다른 출처에 따르면 DBP10은 289.6 MPa (42,000 psi)의 작동 압력을 가진다.
DBP10 탄약통의 무게는 12.9 그램 (199 gr)이다. 300 m (328 yd)(R50)에서의 사격 정확도는 75 mm (3.0 in), 600 m (656 yd)(R50)에서는 140 mm (5.5 in), 800 m (875 yd)(R50)에서는 230 mm (9.1 in)으로 명시되어 있다. 특정 사거리에서의 R50은 사격 그룹의 가장 가까운 50%가 해당 사거리에서 언급된 직경의 원 안에 모두 들어간다는 의미이다. 중국 및 기타 (유럽) 군대가 사용하는 원형 공산 오차 방법은 정확도 측정을 위한 일반적인 미국 방법(100야드에서 발사된 5발 또는 10발 연속 사격의 그룹 크기)으로 변환할 수 없으며 비교할 수 없다.

### DBU141
QBU-141은 10발 상자형 탄창에 5.8×42mm DBU-141 (중국어: Dàn, Bùqiāng, Jūjī "탄약, 소총, 저격") 고정밀 탄약을 사용하도록 고안된 소구경 저격소총이다. 특별히 설계된 탄약은 정확도를 향상시키며, 중국의 이전 저격/지정사수소총은 표준 기관총 탄약을 사용했다.

### DBP191
중국 언론에 따르면, 2019년에 도입된 신세대 제식소총인 QBZ-191은 5.8×42mm 구경이다. 새로운 제식소총과 함께 더 나은 탄도 성능을 가진 재설계된 DBP-191 탄약이 도입되었다.

## 사용
- 중국 87식 돌격소총
- 중국 95식 QBZ-95 돌격소총
- 중국 95식B / QBZ-95B 기총
- 중국 95식 LSW / 95식 SAW / QBB-95 경기관총 / 분대 자동 화기
- 중국 88식 / QJY-88 경기관총
- 중국 88식 / QBU-88 지정사수소총
- 중국 03식 / QBZ-03 돌격소총
- 중국 191식 / QBZ-191 돌격소총
- 중국 192식 / QBZ-192 기총
- 중국 191식 / QBU-191 지정사수소총
- 중국 191식 / QJB-191 경기관총 / 분대 자동 화기
- 중국 QBU-141 저격소총
- 중국 QJS-161/QJB-201 경기관총
- 중국 11식 / QTS-11 통합 전투 시스템[14]

## 같이 보기
- 5 mm 구경
- .277 퓨리
- .22 새비지 하이-파워
- 6 mm SAW
- .243 윈체스터
- 6.5×54mm 만리허–쇠나우어
- 6mm BR
- 소총 탄약 목록
- 권총 및 소총 탄약표